# 검은머리다람쥐원숭이
검은머리다람쥐원숭이(Saimiri boliviensis)는 꼬리감는원숭이과에 속하는 영장류의 일종이다. 볼리비아다람쥐원숭이로도 불린다. 남아메리카의 볼리비아와 브라질 그리고 페루에서 발견된다.